# 페미니스트 신학
페미니스트 신학( - 神學, 영어: feminist theology)은 힌두교, 시크교, 불교, 기독교, 유대교, 신사고 운동 포함한 여러 종교들에서 페미니스트 관점에서 종교의 전통, 관습, 경전 및 신학을 재고하기 위한 운동이다. 페미니즘 신학의 목표 중 일부는 성직자와 종교직분 사이에서 여성의 역할을 높이고, 남성이 지배하는 신관 에 대한 이미지와 언어를 재 해석하고 직분과 모성과 관련하여 여성의 위치를 결정하고, 종교의 신성한 텍스트에서 여성의 이미지를 연구하는 것이다.

## 같이 보기
- 해방 신학
- 민중신학
- 자유주의 신학
- 흑인 신학
- 퀴어 신학
- 현대신학
- 보수주의 신학